# Giuseppe Tornatore
Giuseppe Tornatore est un scénariste et réalisateur de cinéma italien né le 27 mai 1956 à Bagheria (Sicile).

## Biographie
Tout jeune, Giuseppe Tornatore se montre attiré par l'interprétation et la mise en scène. À seulement seize ans, il réussit à monter au théâtre des œuvres de maîtres comme Luigi Pirandello et Eduardo De Filippo.
Son premier succès audiovisuel est un documentaire sur Les Minorités ethniques en Sicile (Le minoranze etniche in Sicilia) qui est couronné d'un prix au Festival de Salerne puis il réalise, pour la RAI, Diario di Guttuso (Journal de Guttuso). Il travaille encore pendant une brève période avec la chaîne nationale, pour le compte de laquelle il s'occupe de quelques programmes : Ritratto di un rapinatore - Incontro con Francesco Rosi (Portrait d'un cambrioleur - Rencontre avec Francesco Rosi) ou Scrittori siciliani e cinema: Verga, Pirandello, Brancati e Sciascia (Écrivains siciliens et cinéma : Verga, Pirandello, Brancati et Sciascia). Enfin, en 1984, il collabore avec Giuseppe Ferrara pour Cent Jours à Palerme (Cento giorni a Palermo) dont il est coscénariste et assistant-réalisateur.
Deux ans plus tard, il débute « officiellement » sur le grand écran avec Le Maître de la camorra (Il camorrista), qui traite du « milieu » napolitain, et en particulier du parrain Raffaele Cutolo et de sa sœur. Ce film reçoit un bon accueil du public et de la critique, et lui vaut le Ruban d'argent en tant que meilleur jeune réalisateur.
Sa rencontre avec le célèbre producteur Franco Cristaldi en 1988 va donner naissance à ce qui est considéré comme le chef-d'œuvre de Tornatore : Cinema Paradiso (Nuovo cinema Paradiso). Après quelques imprévus dont plusieurs revirements sur la durée du film, il est sélectionné au Festival de Cannes 1989 où il se voit décerner le Grand prix du jury. À sa sortie, le film est plébiscité tant par la critique que par le public. Il obtient l'Oscar du meilleur film étranger et le réalisateur acquiert ainsi une notoriété internationale vis-à-vis de laquelle il s'appliquera d'ailleurs à conserver un détachement prudent.
En 1990, il tourne Ils vont tous bien ! (Stanno tutti bene) qui raconte le voyage d'un père sicilien à la recherche de ses cinq enfants éparpillés dans toute l'Italie, interprété par Marcello Mastroianni dont c'est  l'un des   derniers rôles.
En 1991, il collabore au film collectif Le Dimanche de préférence (La domenica specialmente) avec Francesco Barilli, Giuseppe Bertolucci et Marco Tullio Giordana, avec le segment Le Chien bleu (Il cane blu).
En 1994, il tourne Une pure formalité (Una pura formalità), qui concourt à la Palme d'or au 47e Festival de Cannes. Ce film marque un tournant dans la carrière du réalisateur qui change radicalement de style. Il réunit deux vedettes internationales : Roman Polanski dans un rôle d'acteur et Gérard Depardieu.
Il réalise, en 1995, un documentaire, Lo schermo a tre punte (L'Écran à trois pointes) dans lequel il raconte « sa » Sicile (allusion à sa forme triangulaire).
Toujours en 1995, il dirige Marchand de rêves (L'Uomo delle stelle), avec Sergio Castellitto dans le rôle pour le moins singulier de « voleur de rêves ». Le film gagne le David di Donatello et le Ruban d'argent pour la meilleure mise en scène et un prix à la Mostra de Venise.
Séduit par le monologue théâtral d'Alessandro Baricco, Novecento (Vingtième siècle), monté en 1994, il songe à en faire une adaptation cinématographique. Après une longue gestation, La Légende du pianiste sur l'océan (La Leggenda del pianista sull'oceano) voit le jour en 1998, avec l'acteur britannique Tim Roth et une bande originale signée d'Ennio Morricone. Giuseppe Tornatore décroche encore à cette occasion le David di Donatello et le Ruban d'argent pour la mise en scène et pour le scénario.
Le film Malèna sort en 2000, coproduction italo-américaine avec Monica Bellucci, et, à nouveau, une bande originale de Morricone.
Il reçoit le prix Robert-Bresson en 2005, reconnaissance de compatibilité de son œuvre avec l'Évangile.
En 2025 il préside le jury international du 27e Festival international du film de Shanghai.

## Filmographie

### Réalisateur
- 1985 : Le Maître de la camorra (Il camorrista)
- 1988 : Cinema Paradiso (Nuovo cinema Paradiso)
- 1990 : Ils vont tous bien ! (Stanno tutti bene)
- 1991 : Le Dimanche de préférence (La domenica specialmente), coréalisation, segment Le Chien bleu (Il cane blu)
- 1994 : Une pure formalité (Una pura formalità)
- 1995 : Marchand de rêves (L'uomo delle stelle)
- 1998 : La Légende du pianiste sur l'océan (La leggenda del pianista sull'oceano)
- 2000 : Malèna
- 2006 : L'Inconnue (La sconosciuta)
- 2009 : Baarìa
- 2013 : The Best Offer (La migliore offerta)
- 2016 : La corrispondenza
- 2021 : Ennio (documentaire)

### Scénariste
- 1984 : Cent Jours à Palerme (Cento giorni a Palermo) de Giuseppe Ferrara
- 1985 : Le Maître de la camorra (Il camorrista)
- 1988 : Cinema Paradiso (Nuovo cinema Paradiso)
- 1990 : Ils vont tous bien ! (Stanno tutti bene)
- 1994 : Une pure formalité (Una pura formalità)
- 1995 : Il grande Fausto (it) série télévisée d'Alberto Sironi
- 1998 : La Légende du pianiste sur l'océan (La leggenda del pianista sull'oceano)
- 2000 : Malèna
- 2013 : The Best Offer (La migliore offerta) de Giuseppe Tornatore

### Producteur
- 1997 : Le Fils de Bakounine (it) (Il figlio di Bakunin) de Gianfranco Cabiddu
- 2000 : Le Manuscrit du prince (Il manoscritto del principe) de Roberto Andò

## Distinctions
- 1987 : Ruban d'argent du meilleur jeune réalisateur pour Le Maître de la camorra (Il Camorrista)
- 1989 : Grand Prix du Jury au Festival de Cannes pour Cinema Paradiso (Nuovo cinema Paradiso)
- 198 : Prix spécial du Jury aux Prix du cinéma européen pour Cinema Paradiso (Nuovo cinema Paradiso)
- 1990 : Oscar du meilleur film étranger pour Cinema Paradiso (Nuovo cinema Paradiso)
- 1990 : Prix du Jury œcuménique au Festival de Cannes pour Ils vont tous bien ! (Stanno tutti bene)
- 1990 : Meilleur film au Festival international du film de Cleveland pour Cinema Paradiso (Nuovo cinema Paradiso)
- 1990 : Meilleur film de langue étrangère au Mainichi Film Concours pour Cinema Paradiso (Nuovo cinema Paradiso)
- 1991 : Ruban d'argent du meilleur sujet original pour Ils vont tous bien ! (Stanno tutti bene)
- 1991 : BAFTA Film award :
  - du meilleur film non anglophone pour Cinema Paradiso (Nuovo cinema Paradiso)
  - du meilleur scénario original pour Cinema Paradiso (Nuovo cinema Paradiso)
- 1991 : Roberts aux Robert Festival pour Cinema Paradiso (Nuovo cinema Paradiso)
- 1995 : Grand prix spécial du Jury à la Mostra de Venise pour Marchand de rêves (L'Uomo delle stelle)
- 1996 : Ruban d'argent du meilleur réalisateur pour Marchand de rêves (L'Uomo delle stelle)
- 1996 : David di Donatello du meilleur réalisateur pour Marchand de rêves (L'Uomo delle stelle)
- 1999 : Ruban d'argent
  - du meilleur réalisateur pour La Légende du pianiste sur l'océan (La Leggenda del pianista sull'oceano)
  - du meilleur scénario pour La Légende du pianiste sur l'océan (La Leggenda del pianista sull'oceano)
- 1999 : David di Donatello
  - du meilleur réalisateur pour La Légende du pianiste sur l'océan (La Leggenda del pianista sull'oceano)
  - du Jury des scolaires pour La Légende du pianiste sur l'océan (La Leggenda del pianista sull'oceano)
- 2000 : Ruban d'argent de la meilleure production pour Le Manuscrit du prince (Il Manoscritto del principe)
- 2000 : Prix d'argent du meilleur film étranger à la Guilde des cinémas d'art allemand pour La Légende du pianiste sur l'océan (La Leggenda del pianista sull'oceano)
- 2000 : Prix Robert-Bresson à la Mostra de Venise (décerné par l'Église catholique)
- 2001 : Cygne d'or au Festival du film romantique de Cabourg pour meilleur film non anglophone pour Malèna
- 2003 : DVDX Award au DVD Exclusive Awards pour Cinema Paradiso (Nuovo cinema Paradiso)
- 2007 : Prix David di Donatello du meilleur réalisateur.

## À noter
- Il cineasta e il labirinto (Le Cinéaste et le labyrinthe), documentaire de 55 minutes où apparaissent divers réalisateurs dont Giuseppe Tornatore, a été tourné, en 2002, pour la télévision italienne, par Roberto Andò.
- Giuseppe Tornatore est le compositeur de la chanson Ricordare dans son film Une pure formalité (Una pura formalità).